# 멋진녀석들 (음악 그룹)
멋진녀석들(영어: Great Guys)은 DNA 소속으로 2017년 8월 25일에 데뷔한 대한민국의 3인조 보이 그룹이다.
2022년 8월 23일 멤버 재이는 건강상의 이유로 팀 탈퇴와 함께 소속사와의 계약을 종료하며 8인 체제로 개편하였다.
2024년 2월 1일 멤버 한을, 다운, 동인, 활찬, 의연은 소속사와의 계약 만료로 탈퇴하면서 3인 체제로 개편하였다.

## 이전 구성원
| 이름 | 소개 |
| ---- | --- |
| 호령 | - 본명 : 정영기 - 생년월일 : 1994년 9월 6일(30세) - 출생지 : 대한민국 - 활동기간 : 2017년 8월 25일 ~ 2025년 4월 1일   |
| 동휘 | - 본명 : 김동현 - 생년월일 : 1995년 2월 10일(30세) - 출생지 : 대한민국 - 활동기간 : 2017년 8월 25일 ~ 2025년 4월 1일  |
| 백결 | - 본명 : 정세민 - 생년월일 : 1997년 9월 24일(27세) - 출생지 : 대한민국 - 활동기간 : 2017년 8월 25일 ~ 2025년 4월 1일  |
| 재이 | - 본명 : 임하형 - 생년월일 : 1997년 8월 6일(27세) - 출생지 : 대한민국 - 활동기간 : 2017년 8월 25일 ~ 2022년 8월 23일  |
| 한을 | - 본명 : 김진현 - 생년월일 : 1994년 10월 5일(30세) - 출생지 : 대한민국 - 활동기간 : 2017년 8월 25일 ~ 2024년 2월 1일  |
| 다운 | - 본명 : 이정훈 - 생년월일 : 1995년 1월 19일(30세) - 출생지 : 대한민국 - 활동기간 : 2017년 8월 25일 ~ 2024년 2월 1일  |
| 동인 | - 본명 : 이영준 - 생년월일 : 1996년 3월 5일(29세) - 출생지 : 대한민국 - 활동기간 : 2017년 8월 25일 ~ 2024년 2월 1일   |
| 활찬 | - 본명 : 이대영 - 생년월일 : 1997년 6월 16일(28세) - 출생지 : 대한민국 - 활동기간 : 2017년 8월 25일 ~ 2024년 2월 1일  |
| 의연 | - 본명 : 전민기 - 생년월일 : 1996년 10월 23일(28세) - 출생지 : 대한민국 - 활동기간 : 2017년 8월 25일 ~ 2024년 2월 1일 |